# William Lie A Njoek

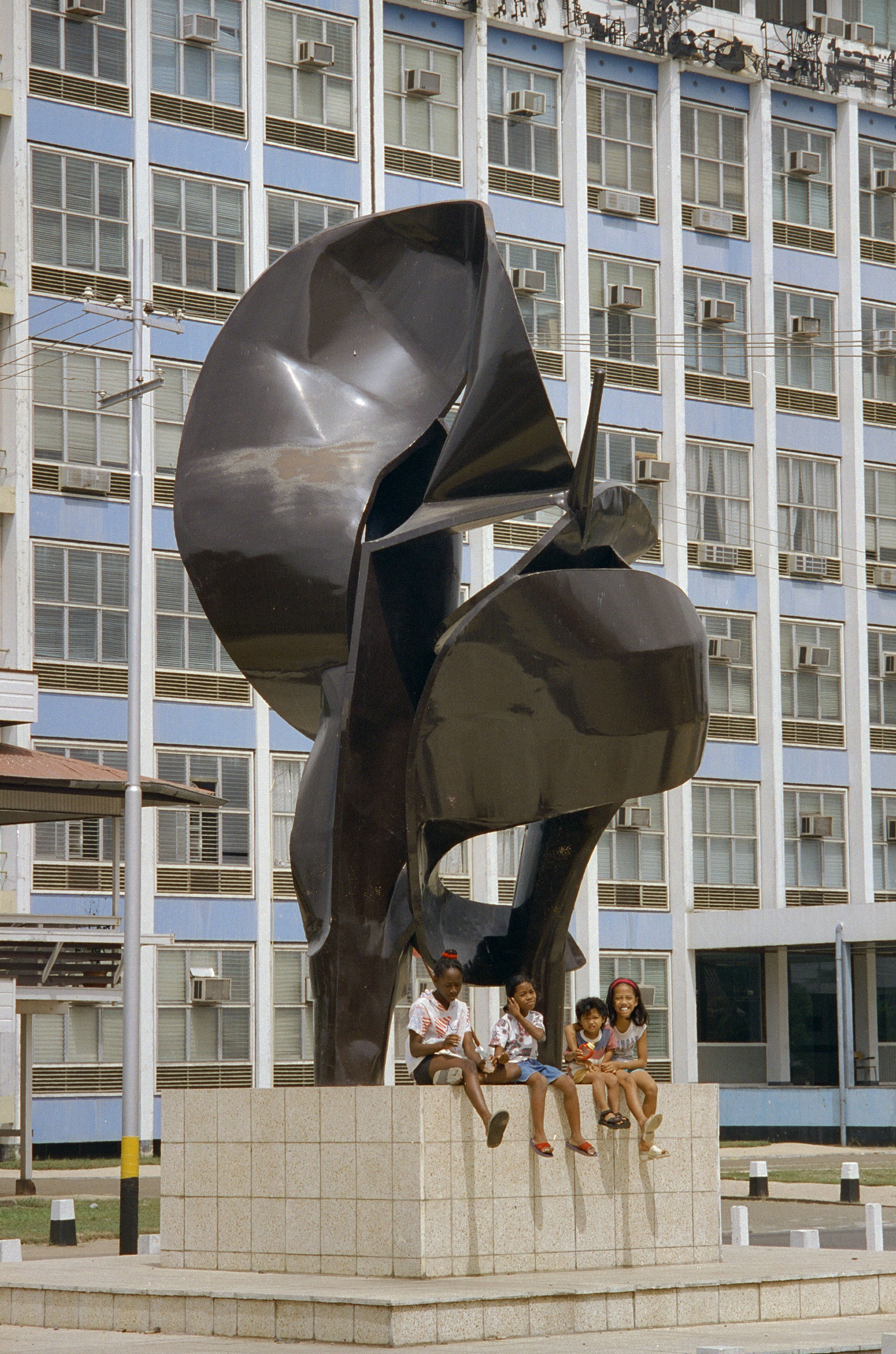
Monument ter nagedachtenis aan slachtoffers van schending van mensenrechten vanaf 25 februari 1980, 1993

William Lie A Njoek, ook wel William Lie, is een Surinaams kunstschilder en beeldhouwer.

## Biografie
William Lie A Njoek slaagde in mei 1977 voor zijn MO-A-diploma in handenarbeid. Medio 1978 hield hij een solo-expositie in de Buiten-Sociëteit Het Park aan de Surinamerivier in Paramaribo. Tijdens deze expositie werd een vurenhouten beeld van hem met de uitbeelding van een vrouw ontvreemd. Het beeld had een waarde van zeshonderd gulden.
Een van zijn bekendste werken is het monument ter nagedachtenis aan slachtoffers van schending van mensenrechten vanaf 25 februari 1980, ook wel het OGV-monument genoemd. Hij mocht de sculptuur ontwerpen na het winnen van een prijsvraag. Het beeld werd op 13 juli 1993 onthuld door president Ronald Venetiaan in bijzijn van meer dan driehonderd geïnteresseerden, onder wie nabestaanden en politici. Het staat aan de Dr. Sophie Redmondstraat voor het Kabinet van de Vicepresident. Het is een belangrijk monument voor de Organisatie voor Gerechtigheid en Vrede (OGV) die er jaarlijks een plechtigheid houdt. In 2006 werd het beeld gerestaureerd.
In 2014 waren schilderijen van Lie A Njoek te zien in een groepsexpositie van Surinaamse kunstenaars in het Surinaams Museum. In mei/juni 2024 organiseerde de Federation of Visual Artists in Suriname (FVAS) een groepsexpositie waarin seniorenkunstenaars in beeld werden gebracht, in zijn geval postuum een collectie schilderijen. Er werd werk van 27 kunstenaars getoond die een bijdrage leverden aan de kunstontwikkeling in Suriname.